# Cysoing
Cysoing [sizwɛ̃] (flämisch: Sison) ist eine französische Gemeinde mit 4.717 Einwohnern (Stand 1. Januar 2022) im Département Nord in der Region Hauts-de-France. Sie gehört zum Gemeindeverband Communauté de communes Pévèle-Carembault und zum Kanton Templeuve-en-Pévèle.

## Geografie
Cysoing liegt auf einer mittleren Höhe von 38 Metern über dem Meeresspiegel auf der Grenze des französischen Teils der ehemaligen Grafschaft Flandern (Pays Pévèle) zur Métropole Européenne de Lille, 16 Kilometer südöstlich von Lille und 18 Kilometer westlich der belgischen Stadt Tournai. Der Riez de Bourghelles, ein Nebenfluss der Marque fließt südlich des Ortskerns durch das Gemeindegebiet, das eine Fläche von 13,62 Quadratkilometern hat.

## Geschichte
Markgraf Eberhard von Friaul (französisch Évrard de Frioul; 810–866) und seine Frau Gisela (französisch Gisèle; 819/822–874) gründeten im 9. Jahrhundert die Abtei Saint-Calixte de Cysoing. Das Paar war sehr an Reliquien interessiert und ließ im Jahr 854 Reliquien des katholischen Heiligen Calixt I. aus Brescia nach Cysoing bringen. Die Reliquien waren so mit Eberhard verbunden, erhöhten sein Ansehen und schufen eine Brücke zwischen Eberhards Besitz in Norditalien und dem Tournaisis, dem Pagus Tornacensis der Grafschaft Flandern. Die Abtei verfügte außerdem über Reliquien von Remigius von Reims (437–533), wodurch eine gewisse politische Nähe zu Reims geschaffen wurde. Eberhard und Gisela wurden in der Abtei begraben. Eberhard verfügte in seinem Testament, dass sein Sohn Adalard Abt von Cysoing werden sollte. Nach dessen Tod wurde sein Bruder Raoul Abt, der vermachte die Abtei dem Erzbistum Reims. Nach Raouls Tod kam es zum Streit um die Abtei und die Reliquien. Der Schwager Raouls, Hucbald de Gouy, Graf von Ostervant, beanspruchte die Abtei und Reliquien für sich. Erzbischof Fulko der Ehrwürdige († 900) ließ die Reliquien nach Reims bringen.
Eberhard wurde nach seinem Tod und zumindest bis ins 12. Jahrhundert in Cysoing als Heiliger verehrt. Sein Gedenktag ist der 16. Dezember. Seine Gebeine wurden 1070 als Reliquien in die Abtei Hasnon gebracht.

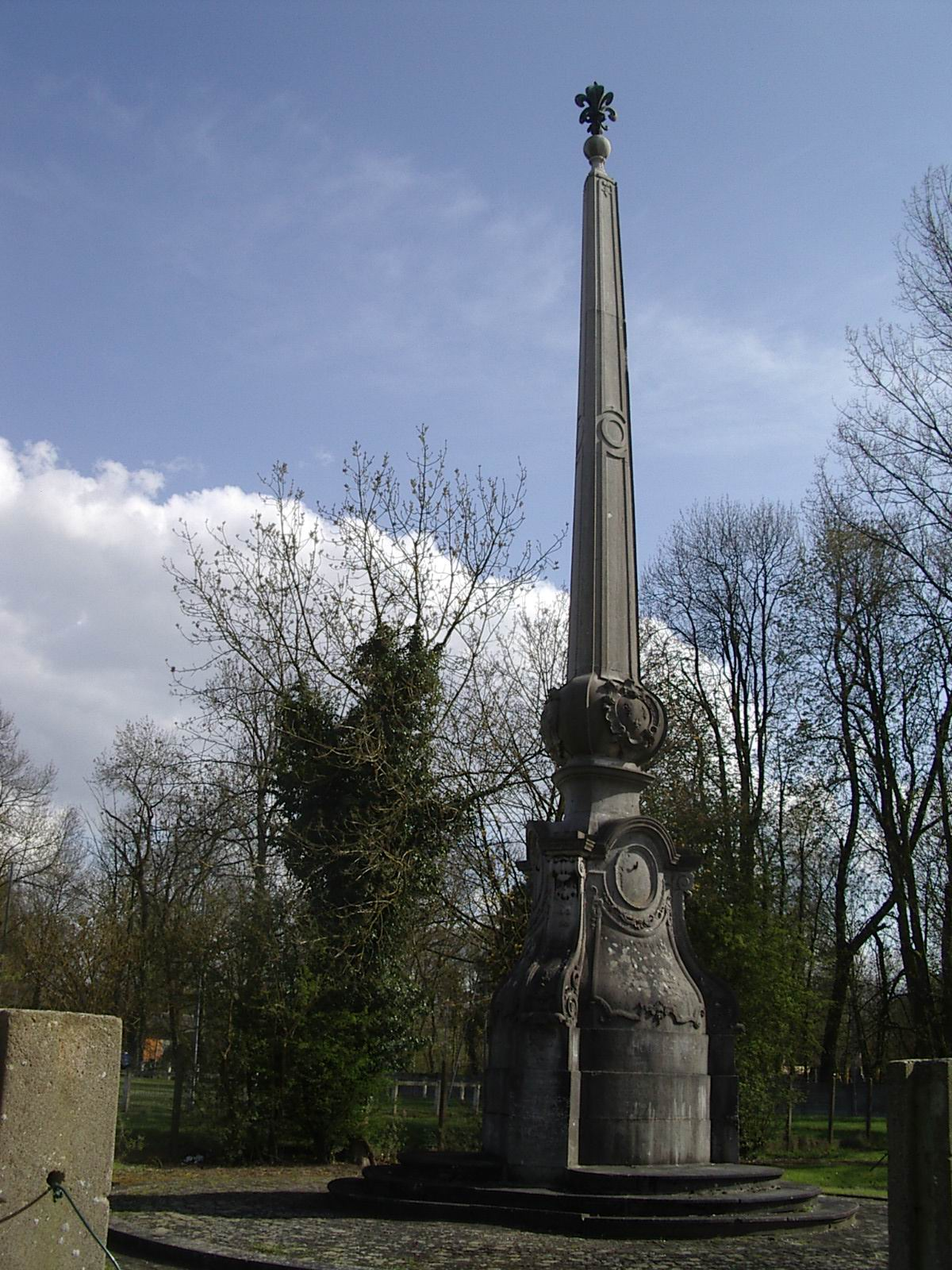
Die Pyramide von Fontenoy

An der Abtei wurde im 18. Jahrhundert die sogenannte Pyramide de Fontenoy errichtet, die an den Aufenthalt von Ludwig XV. (1710–1774) in der Abtei im Jahre 1744 und an die Schlacht bei Fontenoy im Jahr 1745 erinnern soll. Das Denkmal ist offiziell als Monument historique klassifiziert.

### Bevölkerungsentwicklung
| Jahr                       | 1962 | 1968 | 1975 | 1982 | 1990 | 1999 | 2009 | 2020 |
| Einwohner                  | 3266 | 3460 | 3531 | 3454 | 3699 | 4128 | 4499 | 4798 |
| Quellen: Cassini und INSEE |      |      |      |      |      |      |      |      |

## Kultur
In Cysoing ist es wie im flandrischen Belgien Sitte, Umzüge mit „Riesen“ zu veranstalten. Im ganzen Gemeindeverband Pays de Pévèle gibt es 15 solcher traditionellen Riesenfiguren. 450 dieser Riesen gibt es insgesamt in Nordfrankreich. Die Riesen fungieren als Maskottchen und stellen das Spiegelbild einer Gemeinde dar. In Cysoing gibt es vier Riesen, Bacchus, Mouquil’ und das Paar Hellin II. und Pétronille. Bacchus reitet auf einem Fass. Mouquil’ wurde 2002 gefertigt, er ist über drei Meter hoch, wie ein Säugling gekleidet und repräsentiert das neue Jahrhundert. Er wird von Mitgliedern des Karnevalsvereins begleitet, die ebenfalls als Babys verkleidet sind. Hellin II. und Pétronille sind von der Geschichte Cysoings inspiriert. Hellin II. ist der „rote Ritter“ und wurde 1990 erstellt. Er „heiratete“ Pétronille 1993.

## Baudenkmäler
Siehe: Liste der Monuments historiques in Cysoing

## Persönlichkeiten

### Söhne und Töchter der Gemeinde
- Marie-Dominique Philippe (1912–2006), Dominikaner, Philosoph, Theologe und Gründer der Gemeinschaft vom heiligen Johannes

### Persönlichkeiten, die im Ort gewirkt haben
- Eberhard von Friaul (810–866), Markgraf von Friaul und Gründer der Abtei von Cysoing